# Hugo (película)
Hugo es una película anglo-estadounidense de drama y aventuras del año 2011. Fue dirigida por Martin Scorsese, escrita por John Logan, coproducida por Graham King (de GK Films) y la productora Infinitum Nihil, propiedad del actor Johnny Depp, y protagonizada por Asa Butterfield, Chloë Grace Moretz, Ben Kingsley, Sacha Baron Cohen, Ray Winstone, Emily Mortimer y Jude Law. Está basada en el libro La invención de Hugo Cabret, escrito por Brian Selznick, que narra la historia de un chico que vive solo en una estación de tren de París, en la década de 1930, y la del enigmático dueño de una juguetería.
Es la primera película filmada en 3D de Scorsese. Sobre esto, el director dijo: "Encontré el 3D realmente interesante, debido a que los actores se mostraron mucho más involucrados emocionalmente. Los menores movimientos, sus menores intenciones, se recogían de una forma mucho más precisa". La película fue distribuida por Paramount Pictures y estrenada en Estados Unidos el 23 de noviembre de 2011. Fue nominada a once premios Óscar, ganando cinco de ellos.
Scorsese realiza un breve cameo en la película, caracterizado de fotógrafo, realizando una fotografía a Ben Kingsley disfrazado.

## Argumento
Hugo Cabret es un niño de 12 años que vive con su padre, un hombre viudo, dedicado y cariñoso, maestro relojero en París, en los años 1930 y 1931. Su padre (Jude Law) lleva constantemente a Hugo al cine, y adora las películas de Georges Méliès, el mejor cineasta de su tiempo. El padre de Hugo muere en un incendio producido en un museo y queda bajo la tutela de su tío, un relojero alcohólico responsable del mantenimiento de los relojes en una estación de tren de París. 
Hugo vive entre las paredes de la estación, ajustando los relojes, robando alimento y trabajando en el proyecto más ambicioso de su padre: la reparación de un autómata estropeado, un hombre mecánico supuestamente capaz de escribir con una pluma estilográfica. Hugo roba piezas mecánicas en la estación con la intención de reparar al autómata, pero un día es capturado por el propietario de una tienda de juguetes, llamado Georges, que confisca a Hugo un pequeño cuaderno, heredado de su padre, que contiene los datos necesarios para llevar a cabo la reparación del autómata.
Para recuperar su cuaderno Hugo sigue al juguetero hasta su hogar, donde conoce a Isabelle, una niña de edad similar a la suya, aunque posiblemente un poco más mayor, que resulta ser la hijastra de Georges. La niña convence a Hugo de que vuelva a su casa y promete ayudarle a recuperar su cuaderno. Al día siguiente, Georges entrega a Hugo un montón de cenizas afirmando que se trata de los restos de su cuaderno, pero Isabelle le informa de que el pequeño diario no ha sido quemado. Finalmente, Georges se compromete a devolver el cuaderno a Hugo si este se lo gana trabajando en la tienda de trebejos, en compensación por todos los juguetes que había robado.
Hugo trabaja en la juguetería, y en su tiempo libre logra reparar el autómata, pero le falta una pieza, una llave en forma de corazón.
Hugo le descubre el cine a Isabelle, cosa que su padrino nunca le había permitido experimentar (se cuelan en una película de cine mudo, sin haber pagado entrada). Inicialmente, Hugo no confía en Isabelle e intenta librarse de ella, pero sucede que ella tiene en su posesión la llave para el autómata. Cuando los niños utilizan la llave para activar al hombre de cuerda, este reproduce la escena de una película. Hugo recuerda que es un filme del que su padre hablaba constantemente y que dijo haber sido su primera película, Viaje a la Luna. Los jóvenes también descubren que el dibujo del autómata está firmado con el nombre del padrino de Isabelle: Georges Méliès.
En la casa de los Méliès, Hugo muestra el dibujo a Jeanne, la mujer de Georges, pero la esposa no revela nada a los niños y los obliga a esconderse en una habitación cuando su marido llega a casa. Mientras están los niños escondidos, Isabelle y Hugo descubren un compartimento secreto y accidentalmente desparraman viejos dibujos y fotografías de los trabajos de Georges. Los padrinos de Isabelle entran en la habitación y al ver esto, el viejo Georges se siente traicionado y deprimido.
Hugo se hace amigo del dueño de una librería que le había mostrado Isabelle en la estación. El propietario de la librería presta su ayuda a los niños en su búsqueda de un libro sobre historia cinematográfica. Tras dar con el libro, quedan muy sorprendidos al comprobar que el autor, Rene Tabard, afirma que Georges Méliès murió en la Gran Guerra (la Primera Guerra Mundial). Mientras intentan comprender la razón de tan tremendo error, Monsieur Tabard aparece en persona y los niños cuentan al hombre que Méliès aún vive. Tabard revela ser un gran admirador de los trabajos de Méliès, e incluso posee una copia de El viaje a la Luna.
Más tarde, Hugo y Tabard, con ayuda de Isabelle, se dirigen a casa de Méliès con la intención de ayudar al viejo cineasta. Al principio, no son bien recibidos por Jeanne, que pide a sus inesperados invitados que se marchen antes de que su marido despierte. Cuando Tabard reconoce en ella a una de las actrices más recurrentes en la obra de Georges, Jeanne acepta su oferta de mostrar la cinta de El viaje a la Luna. Mientras ven la película, Georges aparece repentinamente despertado por el sonido del proyector y explica cómo llegó a ser cineasta, a crear películas; cuenta cómo inventó los efectos especiales y cómo perdió la fe en el cine tras el estallido de la Primera Guerra Mundial, viéndose forzado a vender sus trabajos para conseguir algo de dinero, y de cómo abrió la juguetería para poder sobrevivir. También piensa que el autómata, una de sus creaciones estrella, fue destruido en el incendio producido en el museo, y que nada queda de los trabajos de su vida.
Hugo decide regresar a la estación para devolver el autómata a su dueño original. A su llegada, es arrinconado por el inspector de la estación y su perro. El niño logra escapar y corre a lo más alto de la estación, donde se encuentra la torre del reloj principal. Hugo se esconde subiendo a las agujas del reloj. Una vez burlado el inspector, Hugo corre en busca del autómata para huir con él de vuelta a casa de Isabelle y sus padrinos, pero es apresado por el inspector y el autómata cae a las vías del tren. Hugo intenta salvar al hombre mecánico arrojándose a las vías, a pesar de la inminente proximidad de una locomotora. Todo indica un desenlace trágico, pero el inspector salva al niño y al autómata y procede a su detención. Hugo discute con el oficial y aparece Georges, que reclama al niño alegando que se encuentra bajo su tutela.
Finalmente, Georges realiza una espléndida gala conmemorativa por su trabajo y Tabard anuncia que han podido rescatar y restaurar unas 80 películas del director. Georges agradece a Hugo sus acciones, y luego invita a los asistentes a "perseguir sus sueños".

## Reparto
- Asa Butterfield como Hugo Cabret
- Chloë Grace Moretz como Isabelle, ahijada de Georges.
- Ben Kingsley como Georges Méliès (Papá Georges), propietario de la juguetería.
- Sacha Baron Cohen como Inspector Gustav
- Jude Law como el padre de Hugo
- Christopher Lee como Monsieur Labisse, el librero.
- Helen McCrory como Jehanne d'Alcy (Mamá Jeanne), esposa de Georges.
- Michael Stuhlbarg como René Tabard, historiador cinematográfico.
- Marco Aponte como Julien Carette, maquinista.
- Emily Mortimer como Lisette, la florista.
- Ray Winstone como Claude Cabret, tío de Hugo.
- Frances de la Tour como Madame Emilie, dueña del café.
- Richard Griffiths como Monsieur Frick, el vendedor de periódicos.
- Ben Addis como Salvador Dalí
- Emil Lager como Django Reinhardt, el guitarrista.
- Robert Gill como James Joyce
- Michael Pitt como el operador de un proyector

## Producción
La productora GK Films adquirió los derechos del libro La invención de Hugo Cabret poco después de haber sido publicado, en 2007. Hugo fue filmada en los Estudios Shepperton de Londres, al igual que en diversas localizaciones en París, Londres y en Nene Valley Railway, cerca de Peterborough, que también colaboró prestando un tren original de la Compagnie Internationale des Wagons-Lits al estudio. La película incluye una banda sonora original nominada al Óscar compuesta por Howard Shore. Asimismo, hay un uso prominente de la ópera Danse macabre (Saint-Saëns), escrita por Camille Saint-Saëns, y de la primera Gnossienne, de Erik Satie.
Hugo fue inicialmente dotada con un presupuesto de 100 millones de dólares, que finalmente ascendió hasta un presupuesto de entre 156 y 170 millones de dólares. En febrero de 2012, Graham King, uno de los productores, resumió sus experiencias tras la realización de Hugo: "Digamos simplemente que no han sido unos meses fáciles para mí — hubo mucha benzodiazepina involucrada".

## Diferencias respecto al libro
El largometraje recrea fielmente el libro; no obstante, existen ciertas diferencias relevantes que merecen ser señaladas:
- Algunas escenas son inconsistentes con las ilustraciones del libro en las que están basadas. Por ejemplo, al comienzo del filme, Hugo observa el andén a través del número cuatro del reloj de la estación, mientras que en el libro, observa el andén desde el número cinco.

- Diversos detalles, como la mención de los amigos del colegio de Hugo, Louis y Antionne, el amigo de Isabelle, Etienne, o el viaje en el metro de París que realiza Hugo de camino a la librería de la academia de cine, fueron obviados o eliminados completamente de la película para ahorrar tiempo.

- En el largometraje, se concede al Inspector de la Estación un protagonismo mucho mayor que el recibido en el libro; tiene una prótesis metálica en la pierna izquierda, es dotado de cierta personalidad antagónica que proporciona cierto alivio cómico y le acompaña un dóberman llamado Maximillian. Aparte, en el filme luce un traje azul, contrario al atuendo verde del libro. Esto se debe a que la diseñadora de vestuario, Sandy Powell, consideró el azul como más realista.[11]

- Lisette, la florista, involucrada sentimentalmente en una subtrama entre ella y el Inspector de la Estación, representa al parecer la versión cinematográfica del amigo adulto de Hugo e Isabelle, Etienne, que juega un papel completamente distinto al ayudar al dúo a escabullirse en una sala de proyección local.

- En el libro, Hugo decide huir de la estación de trenes transcurridos tres días de la desaparición del tío Claude, para terminar encontrando el autómata cerca de los restos de un museo quemado. En el filme, Hugo se encuentra reparando el autómata en su casa y se lo lleva cuando queda bajo la tutela de su tío Claude.

- En el libro la mano de Hugo queda aplastada por una puerta en casa de Isabelle, tras seguirla luego de descubrir el dibujo del autómata, mientras que Isabelle, cuando intenta abrir el compartimento del armario donde se encuentran los dibujos de Georges, cae de la silla en la que se sube, rompiéndose la pierna. En el largometraje, ambos niños logran descubrir el compartimento sin lastimarse. La razón de estas diferencias se debe a la clasificación del largometraje.

- En el libro, el final de la obra tiene lugar seis meses después, con Hugo convertido en un mago conocido como Profesor Alcofrisbas. En la película, la información anteriormente citada está implícita, ya que Isabelle se encuentra escribiendo la historia de Hugo en la fiesta celebrada en casa de Papa Georges.

- El final del libro revela que el propio libro, incluidas todas las ilustraciones, son obra de un autómata construido por Hugo Cabret después de los acontecimientos de la historia. El filme revela que la historia fue escrita en un diario por Isabelle.

## Recepción

### Recepción crítica
Hugo ha sido universalmente aclamada por la crítica. El sitio web especializado Rotten Tomatoes reportó que 177 de las 188 reseñas que la película recibió fueron positivas, traduciéndose en una puntuación del 94% y una calificación de "fresh". El sitio web Metacritic, que asigna una puntuación normalizada sobre 100 a cargo de críticos populares, otorgó a la película un 83 sobre 100, basado en 41 reseñas, indicando "aclamación universal".
Roger Ebert, del Chicago Sun-Times, concedió al film cuatro estrellas sobre cuatro, explicando: "Hugo es totalmente distinta a cualquier otra de las obras de Martin Scorsese, y, sin embargo, posiblemente la más cercana a su corazón: una producción de gran presupuesto, en 3D, y en ciertos aspectos, un espejo que refleja su propia vida. Sentimos que se le ha otorgado a un gran artista toda la autoridad, herramientas y recursos que se necesitan para crear una película que trata de películas".
Hugo fue elegida para la Royal Film Performance celebrada en el Odeon Leicester Square de Londres, el 28 de noviembre de 2011 en presencia del Príncipe Carlos de Gales y la Duquesa de Cornualles en apoyo del Cinema and Television Benevolent Fund.
Richard Corliss, de la revista Time, la nombró como una de las mejores películas de ese año, argumentando: "El poema amoroso de Scorsese, realizado magníficamente en 3-D, restaura tanto la reputación de un prematuro pionero como la gloria histórica cinematográfica, el nacimiento de una corriente artística popular nuevamente revitalizada a través de la aplicación magistral de las mejores técnicas modernas".

### Recaudación
A 12 de abril del 2012, la cinta había recaudado $73.864.507 dólares en Norteamérica, unido a los $108.734.101 dólares recaudados en el resto del mundo, sumando una recaudación global de $182.598.608 dólares.

## Referencias al mundo real y a la historia contemporánea

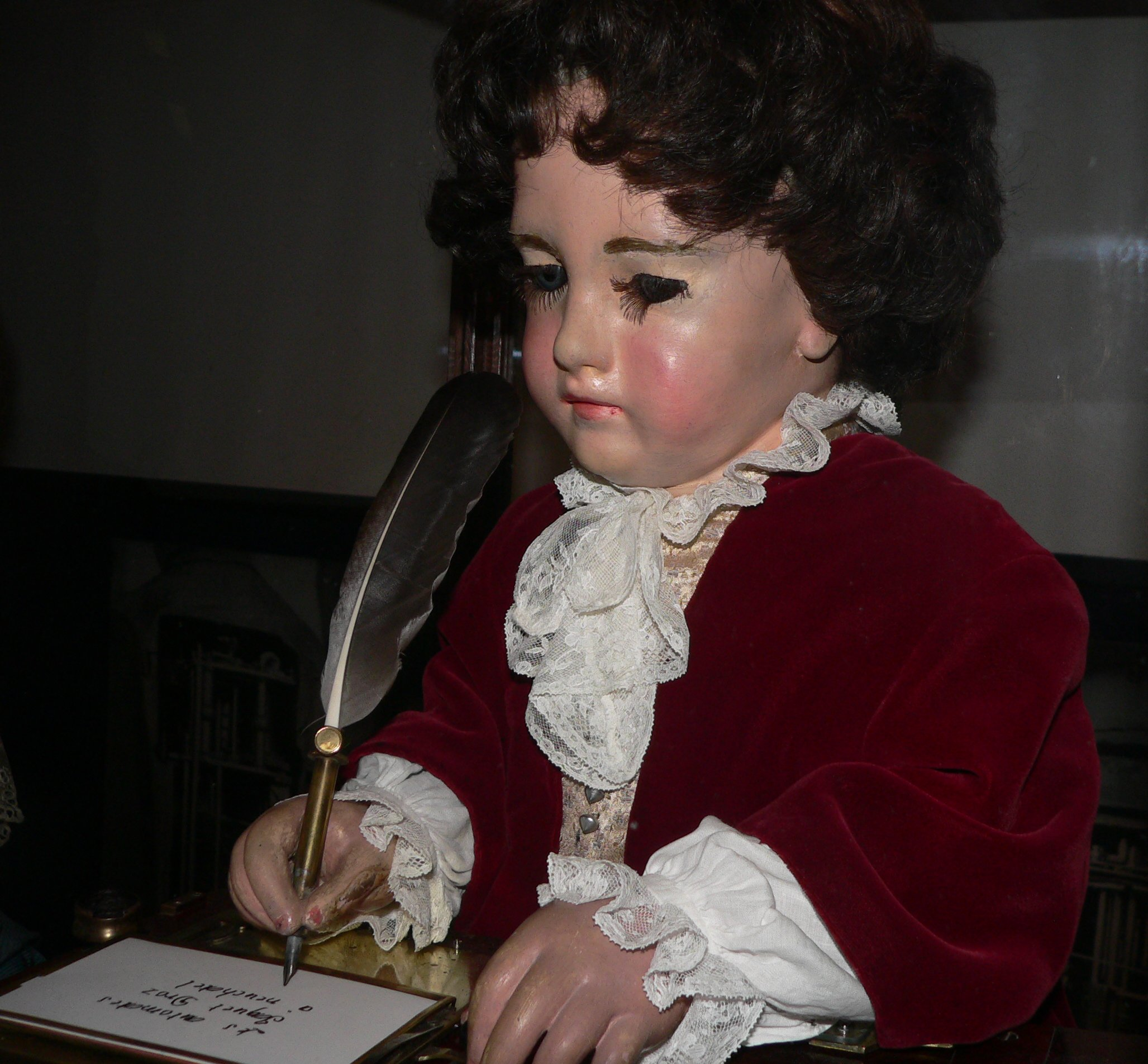
Los autómatas de Jaquet-Droz fueron una inspiración para el autómata de la película.

## Premios y nominaciones
| \| Premio \| Fecha \| Categoría \| Receptores y nominados \| Resultado \| \| ----------------------------------------------------------- \| -------------------------------- \| ---------------------------------------------------------------- \| ------------------------------------------------------------ \| ------------------- \| \| Premios Óscar[20] \| 26 de febrero de 2012 \| Mejor película \| Graham King y Martin Scorsese \| Nominada \| \| Premios Óscar[20] \| 26 de febrero de 2012 \| Mejor director \| Martin Scorsese \| Nominado \| \| Premios Óscar[20] \| 26 de febrero de 2012 \| Mejor guion adaptado \| John Logan \| Nominado \| \| Premios Óscar[20] \| 26 de febrero de 2012 \| Mejor fotografía \| Robert Richardson \| Ganador \| \| Premios Óscar[20] \| 26 de febrero de 2012 \| Mejor banda sonora \| Howard Shore \| Nominado \| \| Premios Óscar[20] \| 26 de febrero de 2012 \| Mejor dirección artística \| Dante Ferretti, Francesca Lo Schiavo \| Ganador \| \| Premios Óscar[20] \| 26 de febrero de 2012 \| Mejor diseño de vestuario \| Sandy Powell \| Nominada \| \| Premios Óscar[20] \| 26 de febrero de 2012 \| Mejores efectos visuales \| Robert Legato, Joss Williams, Ben Grossmann y Alex Henning \| Ganador \| \| Premios Óscar[20] \| 26 de febrero de 2012 \| Mejor montaje \| Thelma Schoonmaker \| Nominada \| \| Premios Óscar[20] \| 26 de febrero de 2012 \| Mejor edición de sonido \| Philip Stockton y Eugene Gearty \| Ganador \| \| Premios Óscar[20] \| 26 de febrero de 2012 \| Mejor sonido \| Tom Fleishman y John Midgley \| Ganador \| \| Alliance of Women Film Journalists[21][22] \| 10 de enero de 2012 \| Mejor película \| Graham King y Martin Scorsese \| Nominada \| \| Alliance of Women Film Journalists[21][22] \| 10 de enero de 2012 \| Mejor director \| Martin Scorsese \| Nominado \| \| Alliance of Women Film Journalists[21][22] \| 10 de enero de 2012 \| Mejor guion adaptado \| John Logan \| Nominado \| \| Alliance of Women Film Journalists[21][22] \| 10 de enero de 2012 \| Mejor fotografía \| Robert Richardson \| Nominado \| \| Alliance of Women Film Journalists[21][22] \| 10 de enero de 2012 \| Mejor montaje \| Thelma Schoonmaker \| Ganador \| \| American Society of Cinematographers[23] \| 12 de febrero de 2012 \| Outstanding Achievement in Cinematography in a Feature Film \| Robert Richardson \| Nominado \| \| Art Directors Guild[24] \| 4 de febrero de 2012 \| Period Film \| Dante Ferratti \| Ganador \| \| Australian Academy of Cinema and Television Arts Awards[25] \| 27 de enero de 2012 \| Mejor película extranjera \| Graham King y Martin Scorsese \| Nominado \| \| Australian Academy of Cinema and Television Arts Awards[25] \| 27 de enero de 2012 \| Mejor director extranjero \| Martin Scorsese \| Nominado \| \| Boston Society of Film Critics Award \| 11 de diciembre de 2011 \| Mejor director \| Martin Scorsese \| Ganador \| \| Boston Society of Film Critics Award \| 11 de diciembre de 2011 \| Mejor película \| Graham King y Martin Scorsese \| Nominado \| \| Boston Society of Film Critics Award \| 11 de diciembre de 2011 \| Mejor fotografía \| Robert Richardson \| Nominado 2º lugar \| \| Boston Society of Film Critics Award \| 11 de diciembre de 2011 \| Mejor montaje \| Thelma Schoonmaker \| Nominada 2º lugar \| \| BAFTA[26][27] \| 12 de febrero de 2012 \| Mejor director \| Martin Scorsese \| Nominado \| \| BAFTA[26][27] \| 12 de febrero de 2012 \| Mejor fotografía \| Robert Richardson \| Nominado \| \| BAFTA[26][27] \| 12 de febrero de 2012 \| Mejor banda sonora \| Howard Shore \| Nominado \| \| BAFTA[26][27] \| 12 de febrero de 2012 \| Mejor sonido \| Philip Stockton, Eugene Gearty, Tom Fleishman y John Midgley \| Ganador \| \| BAFTA[26][27] \| 12 de febrero de 2012 \| Mejor montaje \| Thelma Schoonmaker \| Nominado \| \| BAFTA[26][27] \| 12 de febrero de 2012 \| Mejor diseño de producción \| Dante Ferretti y Francesca Lo Schiavo \| Ganador \| \| BAFTA[26][27] \| 12 de febrero de 2012 \| Mejor diseño de vestuario \| Sandy Powell \| Nominada \| \| BAFTA[26][27] \| 12 de febrero de 2012 \| Mejor maquillaje y peluquería \| Morag Ross y Jan Archibald \| Nominado \| \| Broadcast Film Critics Association \| \| Mejor película \| Graham King y Martin Scorsese \| Nominado \| \| Broadcast Film Critics Association \| Mejor director \| Martin Scorsese \| Nominado \| \| \| Broadcast Film Critics Association \| Mejor actor/actriz joven \| Asa Butterfield \| Nominado \| \| \| Broadcast Film Critics Association \| Mejor guion adaptado \| John Logan \| Nominado \| \| \| Broadcast Film Critics Association \| Mejor fotografía \| Robert Richardson \| Nominado \| \| \| Broadcast Film Critics Association \| Mejor montaje \| Thelma Schoonmaker \| Nominado \| \| \| Broadcast Film Critics Association \| Mejor diseño/dirección artística \| Dante Ferretti, Francesca Lo Schiavo \| Ganador \| \| \| Broadcast Film Critics Association \| Mejor banda sonora \| Howard Shore \| Nominado \| \| \| Broadcast Film Critics Association \| Mejor diseño de vestuario \| Sandy Powell \| Nominada \| \| \| Broadcast Film Critics Association \| Mejores efectos visuales \| Robert Legato \| Nominado \| \| \| Broadcast Film Critics Association \| Mejor sonido \| Philip Stockton, Eugene Gearty, Tom Fleishman y John Midgley \| Nominado \| \| \| Chicago Film Critics Association[28][29] \| 7 de enero de 2012 \| Mejor película \| Graham King y Martin Scorsese \| Nominado \| \| Chicago Film Critics Association[28][29] \| 7 de enero de 2012 \| Mejor director \| Martin Scorsese \| Nominado \| \| Chicago Film Critics Association[28][29] \| 7 de enero de 2012 \| Mejor fotografía \| Robert Richardson \| Nominado \| \| Chicago Film Critics Association[28][29] \| 7 de enero de 2012 \| Mejor banda sonora \| Howard Shore \| Nominado \| \| Detroit Film Critics Society[30] \| 16 de diciembre de 2011 \| Mejor película \| Graham King y Martin Scorsese \| Nominado \| \| Detroit Film Critics Society[30] \| 16 de diciembre de 2011 \| Mejor director \| Martin Scorsese \| Nominado \| \| Florida Film Critics Circle Awards[31] \| 19 de diciembre de 2011 \| Mejor director \| Martin Scorsese \| Ganador \| \| Florida Film Critics Circle Awards[31] \| 19 de diciembre de 2011 \| Mejor película \| Graham King y Martin Scorsese \| Nominado \| \| Florida Film Critics Circle Awards[31] \| 19 de diciembre de 2011 \| Mejor producción/dirección artística \| Dante Ferretti y Francesca Lo Schiavo \| Ganador \| \| Premios Globo de Oro[32][33] \| 15 de enero de 2012 \| Mejor director \| Martin Scorsese \| Ganador \| \| Premios Globo de Oro[32][33] \| 15 de enero de 2012 \| Mejor película dramática \| Graham King y Martin Scorsese \| Nominado \| \| Premios Globo de Oro[32][33] \| 15 de enero de 2012 \| Mejor banda sonora \| Howard Shore \| Nominado \| \| Indiana Film Critics Association \| \| Mejor película \| Graham King y Martin Scorsese \| Nominado \| \| Indiana Film Critics Association \| Mejor banda sonora \| Howard Shore \| Nominado \| \| \| Las Vegas Film Critics Society \| 13 de diciembre de 2011 \| Mejor película \| Graham King y Martin Scorsese \| Nominado \| \| Las Vegas Film Critics Society \| 13 de diciembre de 2011 \| Mejor película familiar \| \| Ganador \| \| Las Vegas Film Critics Society \| 13 de diciembre de 2011 \| Mejor montaje \| Thelma Schoonmaker \| Ganador \| \| Las Vegas Film Critics Society \| 13 de diciembre de 2011 \| Mejor actor joven \| Asa Butterfield \| Ganador \| \| National Board of Review[34] \| \| Mejor película \| Graham King y Martin Scorsese \| Ganador \| \| National Board of Review[34] \| Mejor director \| Martin Scorsese \| Ganador \| \| \| New York Film Critics Circle Award \| 29 de noviembre de 2011 \| Mejor director \| Martin Scorsese \| Nominado 2º lugar \| \| New York Film Critics Circle Award \| 29 de noviembre de 2011 \| Mejor película \| Graham King y Martin Scorsese \| Nominado 3.er lugar \| \| Online Film Critics Society Awards \| 2 de enero de 2012 \| Mejor película \| Graham King y Martin Scorsese \| Nominado \| \| Online Film Critics Society Awards \| 2 de enero de 2012 \| Mejor director \| Martin Scorsese \| Nominado \| \| Online Film Critics Society Awards \| 2 de enero de 2012 \| Mejor fotografía \| Robert Richardson \| Nominado \| \| Phoenix Film Critics Society \| 27 de diciembre de 2011 \| Mejor película \| Graham King y Martin Scorsese \| Nominado \| \| Phoenix Film Critics Society \| 27 de diciembre de 2011 \| Mejor director \| Martin Scorsese \| Nominado \| \| Phoenix Film Critics Society \| 27 de diciembre de 2011 \| Mejor guion adaptado \| John Logan \| Nominado \| \| Phoenix Film Critics Society \| 27 de diciembre de 2011 \| Mejor fotografía \| Robert Richardson \| Nominado \| \| Phoenix Film Critics Society \| 27 de diciembre de 2011 \| Mejor diseño de producción \| Dante Ferretti \| Ganador \| \| Phoenix Film Critics Society \| 27 de diciembre de 2011 \| Mejor diseño de vestuario \| Sandy Powell \| Nominado \| \| Phoenix Film Critics Society \| 27 de diciembre de 2011 \| Mejores efectos visuales \| Robert Legato \| Ganador \| \| Phoenix Film Critics Society \| 27 de diciembre de 2011 \| Mejor película familiar \| \| Nominado \| \| Premios Satellite \| 19 de diciembre de 2011 \| Mejor película \| Graham King y Martin Scorsese \| Nominado \| \| Premios Satellite \| 19 de diciembre de 2011 \| Mejor director \| Martin Scorsese \| Nominado \| \| Premios Satellite \| 19 de diciembre de 2011 \| Mejor diseño de producción/dirección artística \| Dante Ferretti y Francesca Lo Schiavo \| Nominado \| \| Premios Satellite \| 19 de diciembre de 2011 \| Mejor fotografía \| Robert Richardson \| Nominado \| \| Premios Satellite \| 19 de diciembre de 2011 \| Mejores efectos visuales \| Robert Legato \| Ganador \| \| San Diego Film Critics Society Awards \| 14 de diciembre de 2011 \| Mejor diseño de producción \| Dante Ferretti \| Ganador \| \| San Diego Film Critics Society Awards \| 14 de diciembre de 2011 \| Mejor película \| Graham King y Martin Scorsese \| Nominado \| \| San Diego Film Critics Society Awards \| 14 de diciembre de 2011 \| Mejor director \| Martin Scorsese \| Nominado \| \| San Diego Film Critics Society Awards \| 14 de diciembre de 2011 \| Mejor guion adaptado \| John Logan \| Nominado \| \| San Diego Film Critics Society Awards \| 14 de diciembre de 2011 \| Mejor fotografía \| Robert Richardson \| Nominado \| \| San Diego Film Critics Society Awards \| 14 de diciembre de 2011 \| Mejor montaje \| Thelma Schoonmaker \| Nominado \| \| San Diego Film Critics Society Awards \| 14 de diciembre de 2011 \| Mejor banda sonora \| Howard Shore \| Nominado \| \| Washington D. C. Area Film Critics Association Awards[35] \| 5 de diciembre de 2011 \| Mejor director \| Martin Scorsese \| Ganador \| \| Washington D. C. Area Film Critics Association Awards[35] \| 5 de diciembre de 2011 \| Mejor dirección artística \| Dante Derretti \| Ganador \| \| Washington D. C. Area Film Critics Association Awards[35] \| 5 de diciembre de 2011 \| Mejor película \| Graham King y Martin Scorsese \| Nominado \| \| Washington D. C. Area Film Critics Association Awards[35] \| 5 de diciembre de 2011 \| Mejor reparto \| \| Nominado \| \| Washington D. C. Area Film Critics Association Awards[35] \| 5 de diciembre de 2011 \| Mejor guion adaptado \| John Logan \| Nominado \| \| Washington D. C. Area Film Critics Association Awards[35] \| 5 de diciembre de 2011 \| Mejor fotografía \| Robert Richardson \| Nominado \| \| Washington D. C. Area Film Critics Association Awards[35] \| 5 de diciembre de 2011 \| Mejor banda sonora \| Howard Shore \| Nominado \| \| Premios Young Artist[36] \| 6 de mayo de 2012 \| Mejor interpretación en un largometraje - Joven actor principal \| Asa Butterfield \| Ganador \| \| Premios Young Artist[36] \| 6 de mayo de 2012 \| Mejor interpretación en un largometraje - Joven actriz principal \| Chloë Moretz \| Ganadora \| \| Premios Saturn[37] \| 20 de junio de 2012 \| Mejor película de fantasía \| \| Nominada \| \| Premios Saturn[37] \| 20 de junio de 2012 \| Mejor actor \| Ben Kingsley \| Nominado \| \| Premios Saturn[37] \| 20 de junio de 2012 \| Mejor interpretación joven actor \| Asa Butterfield \| Ganador \| \| Premios Saturn[37] \| 20 de junio de 2012 \| Mejor interpretación joven actor \| Chloë Moretz \| Nominada \| \| Premios Saturn[37] \| 20 de junio de 2012 \| Mejor director \| Martin Scorsese \| Nominado \| \| Premios Saturn[37] \| 20 de junio de 2012 \| Mejor guion \| John Logan \| Nominado \| \| Premios Saturn[37] \| 20 de junio de 2012 \| Mejor banda sonora \| Howard Shore \| Nominado \| \| Premios Saturn[37] \| 20 de junio de 2012 \| Mejor vestuario \| Sandy Powell \| Nominada \| \| Premios Saturn[37] \| 20 de junio de 2012 \| Mejor diseño de producción \| Dante Ferretti \| Nominado \| \| Premios Saturn[37] \| 20 de junio de 2012 \| Mejor montaje \| Thelma Schoonmaker \| Nominada \| |                                  |                                                                  |                                                              |                     |
| Premio | Fecha                            | Categoría                                                        | Receptores y nominados                                       | Resultado           |
| Premios Óscar | 26 de febrero de 2012            | Mejor película                                                   | Graham King y Martin Scorsese                                | Nominada            |
| Premios Óscar | 26 de febrero de 2012            | Mejor director                                                   | Martin Scorsese                                              | Nominado            |
| Premios Óscar | 26 de febrero de 2012            | Mejor guion adaptado                                             | John Logan                                                   | Nominado            |
| Premios Óscar | 26 de febrero de 2012            | Mejor fotografía                                                 | Robert Richardson                                            | Ganador             |
| Premios Óscar | 26 de febrero de 2012            | Mejor banda sonora                                               | Howard Shore                                                 | Nominado            |
| Premios Óscar | 26 de febrero de 2012            | Mejor dirección artística                                        | Dante Ferretti, Francesca Lo Schiavo                         | Ganador             |
| Premios Óscar | 26 de febrero de 2012            | Mejor diseño de vestuario                                        | Sandy Powell                                                 | Nominada            |
| Premios Óscar | 26 de febrero de 2012            | Mejores efectos visuales                                         | Robert Legato, Joss Williams, Ben Grossmann y Alex Henning   | Ganador             |
| Premios Óscar | 26 de febrero de 2012            | Mejor montaje                                                    | Thelma Schoonmaker                                           | Nominada            |
| Premios Óscar | 26 de febrero de 2012            | Mejor edición de sonido                                          | Philip Stockton y Eugene Gearty                              | Ganador             |
| Premios Óscar | 26 de febrero de 2012            | Mejor sonido                                                     | Tom Fleishman y John Midgley                                 | Ganador             |
| Alliance of Women Film Journalists | 10 de enero de 2012              | Mejor película                                                   | Graham King y Martin Scorsese                                | Nominada            |
| Alliance of Women Film Journalists | 10 de enero de 2012              | Mejor director                                                   | Martin Scorsese                                              | Nominado            |
| Alliance of Women Film Journalists | 10 de enero de 2012              | Mejor guion adaptado                                             | John Logan                                                   | Nominado            |
| Alliance of Women Film Journalists | 10 de enero de 2012              | Mejor fotografía                                                 | Robert Richardson                                            | Nominado            |
| Alliance of Women Film Journalists | 10 de enero de 2012              | Mejor montaje                                                    | Thelma Schoonmaker                                           | Ganador             |
| American Society of Cinematographers | 12 de febrero de 2012            | Outstanding Achievement in Cinematography in a Feature Film      | Robert Richardson                                            | Nominado            |
| Art Directors Guild | 4 de febrero de 2012             | Period Film                                                      | Dante Ferratti                                               | Ganador             |
| Australian Academy of Cinema and Television Arts Awards | 27 de enero de 2012              | Mejor película extranjera                                        | Graham King y Martin Scorsese                                | Nominado            |
| Australian Academy of Cinema and Television Arts Awards | 27 de enero de 2012              | Mejor director extranjero                                        | Martin Scorsese                                              | Nominado            |
| Boston Society of Film Critics Award | 11 de diciembre de 2011          | Mejor director                                                   | Martin Scorsese                                              | Ganador             |
| Boston Society of Film Critics Award | 11 de diciembre de 2011          | Mejor película                                                   | Graham King y Martin Scorsese                                | Nominado            |
| Boston Society of Film Critics Award | 11 de diciembre de 2011          | Mejor fotografía                                                 | Robert Richardson                                            | Nominado 2º lugar   |
| Boston Society of Film Critics Award | 11 de diciembre de 2011          | Mejor montaje                                                    | Thelma Schoonmaker                                           | Nominada 2º lugar   |
| BAFTA | 12 de febrero de 2012            | Mejor director                                                   | Martin Scorsese                                              | Nominado            |
| BAFTA | 12 de febrero de 2012            | Mejor fotografía                                                 | Robert Richardson                                            | Nominado            |
| BAFTA | 12 de febrero de 2012            | Mejor banda sonora                                               | Howard Shore                                                 | Nominado            |
| BAFTA | 12 de febrero de 2012            | Mejor sonido                                                     | Philip Stockton, Eugene Gearty, Tom Fleishman y John Midgley | Ganador             |
| BAFTA | 12 de febrero de 2012            | Mejor montaje                                                    | Thelma Schoonmaker                                           | Nominado            |
| BAFTA | 12 de febrero de 2012            | Mejor diseño de producción                                       | Dante Ferretti y Francesca Lo Schiavo                        | Ganador             |
| BAFTA | 12 de febrero de 2012            | Mejor diseño de vestuario                                        | Sandy Powell                                                 | Nominada            |
| BAFTA | 12 de febrero de 2012            | Mejor maquillaje y peluquería                                    | Morag Ross y Jan Archibald                                   | Nominado            |
| Broadcast Film Critics Association |                                  | Mejor película                                                   | Graham King y Martin Scorsese                                | Nominado            |
| Broadcast Film Critics Association | Mejor director                   | Martin Scorsese                                                  | Nominado                                                     |                     |
| Broadcast Film Critics Association | Mejor actor/actriz joven         | Asa Butterfield                                                  | Nominado                                                     |                     |
| Broadcast Film Critics Association | Mejor guion adaptado             | John Logan                                                       | Nominado                                                     |                     |
| Broadcast Film Critics Association | Mejor fotografía                 | Robert Richardson                                                | Nominado                                                     |                     |
| Broadcast Film Critics Association | Mejor montaje                    | Thelma Schoonmaker                                               | Nominado                                                     |                     |
| Broadcast Film Critics Association | Mejor diseño/dirección artística | Dante Ferretti, Francesca Lo Schiavo                             | Ganador                                                      |                     |
| Broadcast Film Critics Association | Mejor banda sonora               | Howard Shore                                                     | Nominado                                                     |                     |
| Broadcast Film Critics Association | Mejor diseño de vestuario        | Sandy Powell                                                     | Nominada                                                     |                     |
| Broadcast Film Critics Association | Mejores efectos visuales         | Robert Legato                                                    | Nominado                                                     |                     |
| Broadcast Film Critics Association | Mejor sonido                     | Philip Stockton, Eugene Gearty, Tom Fleishman y John Midgley     | Nominado                                                     |                     |
| Chicago Film Critics Association | 7 de enero de 2012               | Mejor película                                                   | Graham King y Martin Scorsese                                | Nominado            |
| Chicago Film Critics Association | 7 de enero de 2012               | Mejor director                                                   | Martin Scorsese                                              | Nominado            |
| Chicago Film Critics Association | 7 de enero de 2012               | Mejor fotografía                                                 | Robert Richardson                                            | Nominado            |
| Chicago Film Critics Association | 7 de enero de 2012               | Mejor banda sonora                                               | Howard Shore                                                 | Nominado            |
| Detroit Film Critics Society | 16 de diciembre de 2011          | Mejor película                                                   | Graham King y Martin Scorsese                                | Nominado            |
| Detroit Film Critics Society | 16 de diciembre de 2011          | Mejor director                                                   | Martin Scorsese                                              | Nominado            |
| Florida Film Critics Circle Awards | 19 de diciembre de 2011          | Mejor director                                                   | Martin Scorsese                                              | Ganador             |
| Florida Film Critics Circle Awards | 19 de diciembre de 2011          | Mejor película                                                   | Graham King y Martin Scorsese                                | Nominado            |
| Florida Film Critics Circle Awards | 19 de diciembre de 2011          | Mejor producción/dirección artística                             | Dante Ferretti y Francesca Lo Schiavo                        | Ganador             |
| Premios Globo de Oro | 15 de enero de 2012              | Mejor director                                                   | Martin Scorsese                                              | Ganador             |
| Premios Globo de Oro | 15 de enero de 2012              | Mejor película dramática                                         | Graham King y Martin Scorsese                                | Nominado            |
| Premios Globo de Oro | 15 de enero de 2012              | Mejor banda sonora                                               | Howard Shore                                                 | Nominado            |
| Indiana Film Critics Association |                                  | Mejor película                                                   | Graham King y Martin Scorsese                                | Nominado            |
| Indiana Film Critics Association | Mejor banda sonora               | Howard Shore                                                     | Nominado                                                     |                     |
| Las Vegas Film Critics Society | 13 de diciembre de 2011          | Mejor película                                                   | Graham King y Martin Scorsese                                | Nominado            |
| Las Vegas Film Critics Society | 13 de diciembre de 2011          | Mejor película familiar                                          |                                                              | Ganador             |
| Las Vegas Film Critics Society | 13 de diciembre de 2011          | Mejor montaje                                                    | Thelma Schoonmaker                                           | Ganador             |
| Las Vegas Film Critics Society | 13 de diciembre de 2011          | Mejor actor joven                                                | Asa Butterfield                                              | Ganador             |
| National Board of Review |                                  | Mejor película                                                   | Graham King y Martin Scorsese                                | Ganador             |
| National Board of Review | Mejor director                   | Martin Scorsese                                                  | Ganador                                                      |                     |
| New York Film Critics Circle Award | 29 de noviembre de 2011          | Mejor director                                                   | Martin Scorsese                                              | Nominado 2º lugar   |
| New York Film Critics Circle Award | 29 de noviembre de 2011          | Mejor película                                                   | Graham King y Martin Scorsese                                | Nominado 3.er lugar |
| Online Film Critics Society Awards | 2 de enero de 2012               | Mejor película                                                   | Graham King y Martin Scorsese                                | Nominado            |
| Online Film Critics Society Awards | 2 de enero de 2012               | Mejor director                                                   | Martin Scorsese                                              | Nominado            |
| Online Film Critics Society Awards | 2 de enero de 2012               | Mejor fotografía                                                 | Robert Richardson                                            | Nominado            |
| Phoenix Film Critics Society | 27 de diciembre de 2011          | Mejor película                                                   | Graham King y Martin Scorsese                                | Nominado            |
| Phoenix Film Critics Society | 27 de diciembre de 2011          | Mejor director                                                   | Martin Scorsese                                              | Nominado            |
| Phoenix Film Critics Society | 27 de diciembre de 2011          | Mejor guion adaptado                                             | John Logan                                                   | Nominado            |
| Phoenix Film Critics Society | 27 de diciembre de 2011          | Mejor fotografía                                                 | Robert Richardson                                            | Nominado            |
| Phoenix Film Critics Society | 27 de diciembre de 2011          | Mejor diseño de producción                                       | Dante Ferretti                                               | Ganador             |
| Phoenix Film Critics Society | 27 de diciembre de 2011          | Mejor diseño de vestuario                                        | Sandy Powell                                                 | Nominado            |
| Phoenix Film Critics Society | 27 de diciembre de 2011          | Mejores efectos visuales                                         | Robert Legato                                                | Ganador             |
| Phoenix Film Critics Society | 27 de diciembre de 2011          | Mejor película familiar                                          |                                                              | Nominado            |
| Premios Satellite | 19 de diciembre de 2011          | Mejor película                                                   | Graham King y Martin Scorsese                                | Nominado            |
| Premios Satellite | 19 de diciembre de 2011          | Mejor director                                                   | Martin Scorsese                                              | Nominado            |
| Premios Satellite | 19 de diciembre de 2011          | Mejor diseño de producción/dirección artística                   | Dante Ferretti y Francesca Lo Schiavo                        | Nominado            |
| Premios Satellite | 19 de diciembre de 2011          | Mejor fotografía                                                 | Robert Richardson                                            | Nominado            |
| Premios Satellite | 19 de diciembre de 2011          | Mejores efectos visuales                                         | Robert Legato                                                | Ganador             |
| San Diego Film Critics Society Awards | 14 de diciembre de 2011          | Mejor diseño de producción                                       | Dante Ferretti                                               | Ganador             |
| San Diego Film Critics Society Awards | 14 de diciembre de 2011          | Mejor película                                                   | Graham King y Martin Scorsese                                | Nominado            |
| San Diego Film Critics Society Awards | 14 de diciembre de 2011          | Mejor director                                                   | Martin Scorsese                                              | Nominado            |
| San Diego Film Critics Society Awards | 14 de diciembre de 2011          | Mejor guion adaptado                                             | John Logan                                                   | Nominado            |
| San Diego Film Critics Society Awards | 14 de diciembre de 2011          | Mejor fotografía                                                 | Robert Richardson                                            | Nominado            |
| San Diego Film Critics Society Awards | 14 de diciembre de 2011          | Mejor montaje                                                    | Thelma Schoonmaker                                           | Nominado            |
| San Diego Film Critics Society Awards | 14 de diciembre de 2011          | Mejor banda sonora                                               | Howard Shore                                                 | Nominado            |
| Washington D. C. Area Film Critics Association Awards | 5 de diciembre de 2011           | Mejor director                                                   | Martin Scorsese                                              | Ganador             |
| Washington D. C. Area Film Critics Association Awards | 5 de diciembre de 2011           | Mejor dirección artística                                        | Dante Derretti                                               | Ganador             |
| Washington D. C. Area Film Critics Association Awards | 5 de diciembre de 2011           | Mejor película                                                   | Graham King y Martin Scorsese                                | Nominado            |
| Washington D. C. Area Film Critics Association Awards | 5 de diciembre de 2011           | Mejor reparto                                                    |                                                              | Nominado            |
| Washington D. C. Area Film Critics Association Awards | 5 de diciembre de 2011           | Mejor guion adaptado                                             | John Logan                                                   | Nominado            |
| Washington D. C. Area Film Critics Association Awards | 5 de diciembre de 2011           | Mejor fotografía                                                 | Robert Richardson                                            | Nominado            |
| Washington D. C. Area Film Critics Association Awards | 5 de diciembre de 2011           | Mejor banda sonora                                               | Howard Shore                                                 | Nominado            |
| Premios Young Artist | 6 de mayo de 2012                | Mejor interpretación en un largometraje - Joven actor principal  | Asa Butterfield                                              | Ganador             |
| Premios Young Artist | 6 de mayo de 2012                | Mejor interpretación en un largometraje - Joven actriz principal | Chloë Moretz                                                 | Ganadora            |
| Premios Saturn | 20 de junio de 2012              | Mejor película de fantasía                                       |                                                              | Nominada            |
| Premios Saturn | 20 de junio de 2012              | Mejor actor                                                      | Ben Kingsley                                                 | Nominado            |
| Premios Saturn | 20 de junio de 2012              | Mejor interpretación joven actor                                 | Asa Butterfield                                              | Ganador             |
| Premios Saturn | 20 de junio de 2012              | Mejor interpretación joven actor                                 | Chloë Moretz                                                 | Nominada            |
| Premios Saturn | 20 de junio de 2012              | Mejor director                                                   | Martin Scorsese                                              | Nominado            |
| Premios Saturn | 20 de junio de 2012              | Mejor guion                                                      | John Logan                                                   | Nominado            |
| Premios Saturn | 20 de junio de 2012              | Mejor banda sonora                                               | Howard Shore                                                 | Nominado            |
| Premios Saturn | 20 de junio de 2012              | Mejor vestuario                                                  | Sandy Powell                                                 | Nominada            |
| Premios Saturn | 20 de junio de 2012              | Mejor diseño de producción                                       | Dante Ferretti                                               | Nominado            |
| Premios Saturn | 20 de junio de 2012              | Mejor montaje                                                    | Thelma Schoonmaker                                           | Nominada            |